# Şöbiyet
Le şöbiyet est un dessert turc. Il est fourré avec une crème à base de lait, de fruit à coque (noix ou pistache) et de semoule. Il est croustillant à l’extérieur et crémeux à l'intérieur.